# Пятнистая коилия
Пятнистая коилия (лат. Coilia dussumieri) — вид лучепёрых рыб семейства анчоусовых. Распространены в Индо-Тихоокеанской области. Морские пелагические рыбы, выдерживают значительные колебания солёности, встречаются в эстуариях и устьях рек. Максимальная длина тела 20 см. Видовое латинское название дано в честь французского путешественника и купца Жан-Жака Дюссюмье (1792—1883).

## Описание
Тело удлинённое, сужается к хвостовому отделу. Брюхо до брюшных плавников округлённое. По брюху проходит ряд килевых чешуй, который начинается только сразу за окончанием основания грудных плавников и тянется до анального отверстия. Их общее количество варьируется от 12 до 15, из них перед брюшными плавниками 5—6 (редко 4) килевых чешуй и 7—9 килевых чешуй за брюшными плавниками. Перед началом основания спинного плавника есть заострённый костный щиток. Верхняя челюсть короткая, её окончание не доходит заднего края жаберной крышки. Зубы на челюстях маленькие. Есть первая надчелюстная кость. На нижней ветви первой жаберной дуги 23—26 коротких жаберных тычинок; зазубрины на краях тычинок расположены равномерно. В жаберной перепонке 10—12 лучей. Спинной плавник смещён к голове, его основание начинается на первой трети длины тела. В грудных плавниках 6 верхних лучей очень длинные, неразветвлённые, свободны один от другого, их окончания достигают начала основания анального плавника; остальные 9—11 (редко 8) лучей разветвлённые, длиннее лучей брюшных плавников и их окончания достигают начала брюшных плавников. В брюшных плавниках один неразветвлённый и 6 разветвлённых мягких лучей. Анальный плавник длинный, с 80 и более мягкими лучами, последние лучи соединяются с хвостовым плавником. Хвостовой плавник маленький, заострённый. Боковой линии нет. Истмус полностью покрыт чешуёй.
Спина коричневого цвета, бока серебристые. По нижней части тела и брюху проходят продольные ряды золотистых или жемчужных точек, которые представляют из себя люминесцентные органы, наполненные светящимся материалом с расположенным снизу рефлектором серебристого цвета. Эти органы есть также на истмусе, вдоль края нижней челюсти, по бокам головы и на жаберной крышке. Наличие люминесцентных органов у данного вида является уникальным примером в отряде сельдеобразных.
Максимальная длина тела 20 см, обычно до 17 см.

## Ареал
Распространены в прибрежных водах северной и восточной части Индийского океана: Индия (от Мумбаи до Калькутты), Мьянма, Таиланд, Малайзия; и в западной части Тихого океана: от Таиланда до Явы, вероятно Калимантан.

## Взаимодействие с человеком
Важный промысловый объект в прибрежных водах Индии. Промысел ведётся преимущественно различными видами неводов и иногда донными тралами.
Реализуются в свежем, вяленом и соленом виде; используются для изготовления соусов и в качестве наживки при промысле более ценных видов рыб.
Международный союз охраны природы присвоил этому виду охранный статус «Вызывающий наименьшие опасения».